# Mabuya cochonae
Mabuya cochonae o eslizón de Cochon es una especie de escamosos de la familia Scincidae.

## Distribución geográfica
Es endémica de Îlet à Cochons (Guadalupe, Francia).

## Estado de conservación
Se encuentra amenazada por la pérdida de su hábitat natural.